# Natalia Nosek
Natalia Agnieszka Nosek (n. 20 aprilie 1998, în Cracovia) este o handbalistă din Polonia care evoluează pe postul de intermediar dreapta pentru clubul românesc CS Gloria 2018 Bistrița-Năsăud și echipa națională a Poloniei.
Nosek a evoluat pentru naționala de handbal feminin a Poloniei la Campionatul Mondial din Spania 2021 și la Campionatele Europene din Suedia 2016, Danemarca 2020 și Slovenia, Macedonia și Muntenegru 2022
Alături de SPR Pogoń Szczecin, Nosek a disputat finala Cupei Challenge în 2020, pierdută în fața echipei spaniole Rocasa Gran Canaria.

## Palmares
- Liga Campionilor:
  - Grupe: 2020

- Liga Europeană:
  -  Finalistă: 2024
  - Sfertfinalistă: 2022
  - Grupe: 2021, 2023

- Cupa EHF:
  - Grupe: 2020

- Cupa Challenge:
  -  Finalistă: 2020

- Campionatul Poloniei:
  -  Câștigătoare: 2020
  -  Medalie de bronz: 2021

- Cupa Poloniei:
  -  Finalistă: 2018, 2019, 2021

- Cupa Franței:
  -  Finalistă: 2022
  - Semifinalistă: 2023

- Liga Națională:
  -  Medalie de bronz: 2024

- Cupa României:
  -  Medalie de bronz: 2024